# Xenoseius
Xenoseius es un género de ácaros perteneciente a la familia Ascidae.

## Especies
- Xenoseius clayi (Evans & Hyatt, 1960)
- Xenoseius elizae Halliday, Walter & Lindquist, 1998